# Берёзовка (приток Боровки)
Ручей Берёзовка — река в России, протекает в Бузулукском районе Оренбургской области. Устье реки находится в 59 км по левому берегу Боровки. Длина реки составляет 16 км, площадь водосборного бассейна — 58,8 км².

## Данные водного реестра
По данным государственного водного реестра России относится к Нижневолжскому бассейновому округу, водохозяйственный участок реки — Самара от водомерного поста у села Елшанка до города Самара (выше города), без реки Большой Кинель. Речной бассейн реки — Волга от верховий Куйбышевского вдхр. до впадения в Каспий.
Код объекта в государственном водном реестре — 11010001112112100007491.